# SMS Viribus Unitis
SMS Viribus Unitis — головной корабль серии дредноутов ВМС Австро-Венгрии, к которому принадлежали линкоры «Тегеттгофф», «Принц Евгений», «Святой Стефан». Для его названия выбрали личный девиз императора Франца Иосифа I «Общими силами».
Из-за болезни императора при спуске линкора на воду его представлял наследник престола эрцгерцог Франц Фердинанд Габсбург, тело которого после убийства в Сараево перевезли в конце июня 1914 года на корабле из Метковича до Триеста.

## Строительство
В 1907 году начальник военно-морской секции Генерального штаба контр-адмирал Рудольф Монтекукколи заказал строительство двух линкоров под предлогом возможного закрытия верфи из-за отсутствия значительных заказов. Заказ был осуществлён без согласия парламента для экономии времени, что заставило правительство выделить средства, но Монтекукколи отправили в отставку. Первый линкор заложили 24 июля 1910 года. По проекту генерального инженера Зигфрида Поппера в течение 25 месяцев 2000 рабочих построили линкор, который стоил 82 миллиона золотых крон.
Линкоры этого типа были несколько меньше дредноутов других государств по водоизмещению, но несли двенадцать 305-мм орудий фирмы «Шкода», которые по качеству, дальности стрельбы, кучности превосходили многие орудия других государств. В частности, линкор превосходил по количеству пушек современные ему немецкие линкоры типа «Кёниг» (König-Klasse). Линкор Viribus Unitis первым в мире имел артиллерию главного калибра в 4 трёхорудийных башнях.

## Служба
Во время Первой мировой войны Viribus Unitis почти не выходил из базы в Пуле из-за отсутствия вражеской угрозы. Только в июне 1918 года линкор принял участие в неудачном походе в пролив Отранто.
Вместе с остальными кораблями 31 октября 1918 года линкор по распоряжению императора Карла I был передан вице-адмиралом Хорти вновь созданному Государству словенцев, хорватов и сербов, с провозглашением независимости которого Австрия потеряла выход к морю. Командир линкора Янко Вукович-Подкапельский стал командующим флота будущего королевства, провозгласил нейтралитет, но этому воспротивилась Италия. Уже 1 ноября 1918 года два итальянских боевых пловца Раффаэле Россетти и Раффаэле Паолуччи прикрепили к корпусу корабля мины, которые взорвались утром (см. Рейд на Пулу). Погибло 400 членов экипажа вместе с командующим флотом.
В память о победе итальянцев в войне якоря линкора Viribus Unitis находятся в Венеции рядом с Военно-морским историческим музеем и в Риме у входа в здание Морского дворца, главного штаба ВМФ Италии. В монументе в Бриндизи находится одно из орудий линкора.